# Q2K
Q2K är det amerikanska progressiv metal-bandet Queensrÿches sjunde studioalbum. Albumet släpptes den 14 september 1999 av skivbolaget Atlantic Records. Q2K är det enda Queensrÿche-albumet med gitarristen Kelly Gray, som spelade ihop med Geoff Tate i bandet The Myth på 1980-talet. Rhino Entertainment återutgav albumet 2006, remastrad och med bonusspår.

## Låtförteckning
1. "Falling Down" – 4:28
2. "Sacred Ground" – 4:13
3. "One Life" – 4:49
4. "When the Rain Comes..." – 5:05
5. "How Could I?" – 3:44
6. "Beside You" – 5:14
7. "Liquid Sky" – 4:54
8. "Breakdown" – 4:11
9. "Burning Man" – 3:42
10. "Wot Kinda Man" – 3:15
11. "The Right Side of My Mind" – 5:52

Text & musik: Queensrÿche

## Medverkande
Queensrÿche-medlemmar
- Geoff Tate – sång
- Kelly Gray – gitarr
- Michael Wilton – gitarr
- Eddie Jackson – basgitarr
- Scott Rockenfield – trummor

Produktion
- Queensrÿche – producent, ljudtekniker
- Jon Plum – ljudmix
- Eddy Schreyer – mastering
- Rory Berger – omslagsdesign
- Garrett Barati – omslagskonst